# Nikolaas Tinbergen
Nikolaas "Niko" Tinbergen (Haia, 15 de abril de 1907 — Oxford, 21 de dezembro de 1988) foi um etologista e ornitólogo dos Países Baixos.
Em 1951 publicou The Study of Instinct, um livro influente sobre comportamento animal.
Foi galardoado com o Nobel de Fisiologia ou Medicina de 1973, juntamente com Karl von Frisch e Konrad Lorenz, pelo seu trabalho sobre o comportamento dos animais. Seu irmão Jan Tinbergen foi premiado com o Prêmio de Ciências Econômicas em 1969.

## O Estudo do Instinto

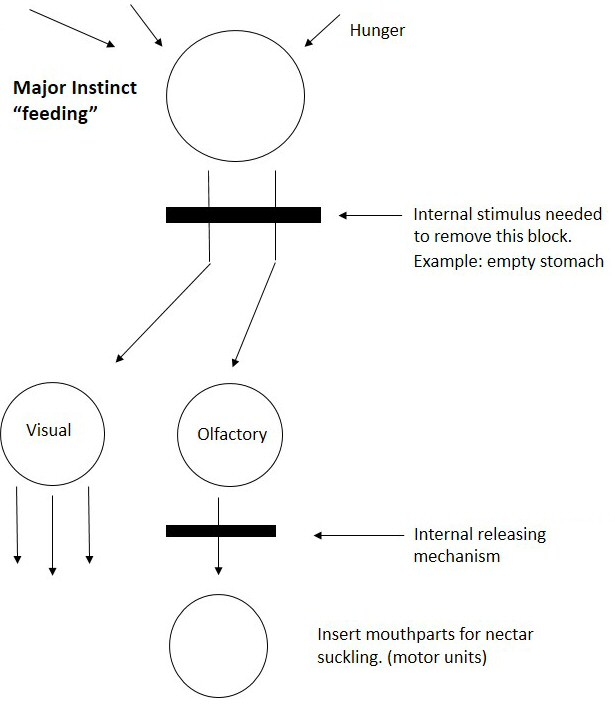
Figura 1. Modelo hierárquico de Tinbergen. Modificado de The Study of Instinct (1951).

Em 1951, The Study of Instinct, de Tinbergen, foi publicado. Ecologistas comportamentais e biólogos evolucionistas ainda reconhecem a contribuição que este livro ofereceu ao campo dos estudos da ciência comportamental. O Estudo do Instinto resume as idéias de Tinbergen sobre reações comportamentais inatas em animais e a adaptabilidade e aspectos evolutivos desses comportamentos. Por comportamento, ele se refere ao total de movimentos feitos pelo animal intacto; comportamento inato é aquele que não é alterado pelo processo de aprendizagem. A principal questão do livro é o papel dos estímulos internos e externos no controle da expressão do comportamento.
Em particular, ele estava interessado em explicar comportamentos 'espontâneos': aqueles que ocorriam em sua forma completa na primeira vez que eram executados e que pareciam resistentes aos efeitos do aprendizado. Ele explica como o comportamento pode ser considerado uma combinação desses padrões de comportamento espontâneo e uma série de reações a estímulos específicos. O comportamento é uma reação que, até certo ponto, depende de estímulos externos, mas também é espontâneo, uma vez que também depende de fatores causais internos.
Seu modelo de como certas reações comportamentais são provocadas foi baseado no trabalho de Konrad Lorenz. Lorenz postulou que para cada ato instintivo existe uma energia específica que se acumula em um reservatório no cérebro. Neste modelo, Lorenz imaginou um reservatório com uma válvula de mola em sua base sobre a qual um estímulo apropriado poderia agir, bem como um peso em uma balança puxando contra uma mola e liberando o reservatório de energia, uma ação que levaria um animal a expressar o comportamento desejado.
Tinbergen acrescentou complexidade a este modelo, um modelo agora conhecido como modelo hierárquico de Tinbergen. Ele sugeriu que os impulsos motivacionais se acumulam nos centros nervosos do cérebro, que são controlados por bloqueios. Os bloqueios são removidos por um mecanismo de liberação inato que permite que a energia flua para o próximo centro (cada centro contendo um bloco que precisa ser removido) em uma cascata até que o comportamento seja expresso. O modelo de Tinbergen mostra vários níveis de complexidade e que os comportamentos relacionados são agrupados.
Um exemplo está em seus experimentos com abelhas forrageiras. Ele mostrou que as abelhas demonstram curiosidade por modelos de flores em papel amarelo e azul e sugeriu que esses estímulos visuais causavam o acúmulo de energia em um centro específico. No entanto, as abelhas raramente pousavam nas flores modelo, a menos que o odor adequado também fosse aplicado. Nesse caso, o estímulo químico do odor permitiu que o próximo elo da cadeia fosse liberado, estimulando a abelha a pousar. A etapa final foi a abelha inserir seu aparelho bucal na flor e iniciar a amamentação. Tinbergen imaginou isso como a conclusão do conjunto de reações para o comportamento de alimentação das abelhas.